# Naherholungsgebiet Mainaue
Das Naherholungsgebiet Mainaue, regional „Kieswäsch“ genannt, ist ein Badesee im Westen von Kulmbach, Bayern. Die gesamte Wasserfläche umfasst ca. 26 ha, welche sich aus einem größeren Teilbereich und mehreren kleineren zusammensetzt.

## Lage
Der See liegt im äußersten Westen von Kulmbach und grenzt an Mainleus.
Die Bundesstraße B289 befindet sich in unmittelbarer Nähe.
Der Zugang zum nicht umzäunten See ist kostenfrei möglich. Es gibt einen kostenfreien Schotter-Parkplatz, der tagsüber ganzjährig zugänglich ist. Der Mainzusammenfluss bei Schloss Steinenhausen liegt nicht weit entfernt, wo sich der Weiße und der Rote Main zum Main vereinigen.

## Beschreibung
Die Baggergruben ehemaliger Kiesentnahmen wurden zum Naherholungsgebiet umgestaltet. Die Seefläche beträgt 26 Hektar. Der Badebereich erstreckt sich auf 3,5 Hektar.
Toiletten, Umkleiden und Duschen, ein Imbiss sowie ein Biergarten stehen direkt am See zur Verfügung.
Am See sind gepflegte Rasenflächen mit schattenspendenden Bäumen angelegt. Es gibt einen Beachvolleyballplatz, einen Spielplatz sowie drei Grillstellen. Auf der gegenüberliegenden Seite des Badebereichs gibt es einen Bereich zum Angeln. Eine Insel mit einer geringen Wassertiefe zum Ufer, die auch für kleinere Kinder zu Fuß erreichbar ist (20 Meter), ist ein besonderer Anziehungspunkt.
Die Plassenburg ist vom See aus sichtbar.
Im Winter wird der zugefrorene See zum Schlittschuhlaufen genutzt.